# هوتون سنت جیلز
هوتون سنت جیلز (به انگلیسی: Houghton Saint Giles) یک روستا در بریتانیا است که در Barsham واقع شده‌است. هوتون سنت جیلز ۲۲۴ نفر جمعیت دارد.